# 한계집락
한계집락(일본어: 限界集落 겐카이슈라쿠[*])은 일본에서 인구의 50% 이상이 65세 이상으로, 농업용수나 삼림관리, 도로유지관리, 관혼상제 등 공동체 생활을 유지하기가 한계에 가까워지고 있는 집락을 말한다.
2015년 국토교통성 통계에 따르면, 향후 10년 내로 소멸할 것으로 예측되는 집락은 570개소이며, 소멸이 임박한 집락을 합치면 3,614개소로 인구과소지역 전체의 4.8%에 해당한다.

## 같이 보기
- 유령 도시
- 일본의 고령화
- 비경역